# Carthage (Tennessee)
Carthage – miasto w Stanach Zjednoczonych, w stanie Tennessee, w hrabstwie Smith. Według danych z 2000 roku miasto miało 2251 mieszkańców.